# Dmitri Ilinykh
Pour les articles homonymes, voir Ilinykh.
Dmitri Sergueïevitch Ilinykh (en russe : Дмитрий Сергеевич Ильиных) est un joueur russe de volley-ball né le 31 janvier 1987 à Adler (kraï de Krasnodar). Il mesure 2,01 m et joue réceptionneur-attaquant. Il totalise 80 sélections en équipe de Russie.

## Biographie
Il est récipiendaire de l'Ordre de l'Amitié depuis le 13 août 2012.

## Clubs
| Club                                            | De        | À         |
| ----------------------------------------------- | --------- | --------- |
| Metalloinvest Stary Oskol                       | 2008-2009 | 2008-2009 |
| Lokomotiv-Belogorie Belgorod/Belogorie Belgorod | 2009-2010 | 2014-2015 |
| Gazprom-Iourga Sourgout                         | 2015-2016 | 2015-2016 |
| Al-Rayyan SC                                    | 2016      | 2016      |
| Dynamo Moscou                                   | 2016-2017 | 2016-2017 |
| Kouzbass Kemerovo                               | 2017-2018 | 2017-2018 |
| Ienisseï Krasnoïarsk                            | 2018-2019 | ...       |

## Palmarès

### En sélection
- Jeux olympiques (1)
  - Vainqueur : 2012
- Ligue mondiale (2)
  - Vainqueur : 2011, 2013
- World Grand Champions Cup
  - Finaliste : 2013
- Championnat du monde des moins de 19 ans (1)
  - Vainqueur : 2005
- Championnat d'Europe (1)
  - Vainqueur : 2013
- Championnat d'Europe des moins de 21 ans (1)
  - Vainqueur : 2006

### En club
- Championnat du monde des clubs (1)
  - Vainqueur : 2014
- Ligue des champions (1)
  - Vainqueur : 2014
- Championnat de Russie (2)
  - Vainqueur : 2005, 2013
  - Finaliste : 2006, 2010, 2015, 2017
- Coupe de Russie (3)
  - Vainqueur : 2005, 2012, 2013
- Supercoupe de Russie (2)
  - Vainqueur : 2013, 2014